# 1989년 전국체육대회
제70회 전국체육대회는 1989년 9월 26일부터 1989년 10월 1일까지 대한민국 경기도 일원에서 개최되었다.
제1회 세계한민족체육대회와 동시에 개회식이 거행되었으며, 입장상이 폐지되었다. 질서상을 모범선수단상으로 변경하고, 관중들이 개회식에서 카드섹션을 연출하였다.

## 개요
- 대회명칭 : 제70회 전국체육대회
- 개최기간 : 1989년 9월 26일 ~ 1989년 10월 1일
- 개최지 : 경기도 (주개최지 : 수원시)
- 구호 : 굳센 체력, 알찬 단결, 빛나는 전진
- 참가인원 : 20,447명
- 종별 : 일반부, 대학부, 고등부

## 종목

### 정식종목
| - 검도 - 골프 - 궁도 - 근대5종 - 농구 - 럭비 - 레슬링 - 배구 - 배드민턴 - 보디빌딩 | - 복싱 - 볼링 - 사격 - 사이클 - 수영 (경영, 다이빙, 수구) - 승마 - 씨름 - 야구 - 양궁 - 역도 | - 요트 - 유도 - 육상 - 정구 - 조정 - 체조 - 축구 - 카누 - 탁구 - 태권도 | - 테니스 - 펜싱 - 하키 - 핸드볼 |